# Clisitera
Clisitera (in greco antico Κλεισιθήρα) è un personaggio della mitologia greca, figlia di Idomeneo e di Meda e sorella di Ificlo, Lico e Idamante.

## Mitologia
Idomeneo pensando al bene di sua figlia decise di fidanzarla al figlio di Talo, di nome Leuco che aveva cresciuto dopo averlo trovato abbandonato su un monte. 

In seguito il re di Creta partì per la guerra di Troia e così si mostrò la natura cattiva di Leuco che per prendere il trono decise di uccidere sia Meda che i primi due fratelli e la loro madre.